# Оровник (община Дебърца)
 Тази статия е за селото в Северна Македония.  За селото в Гърция вижте Оровник (дем Преспа).  
Оровник (на македонска литературна норма: Оровник) е село в община Дебърца на Северна Македония.

## География
Селото е разположено на 7 километра северозападно от Охрид, близо до брега на Охридското езеро.

## История
В „Етнография на вилаетите Адрианопол, Монастир и Салоника“, издадена в Константинопол в 1878 година и отразяваща статистиката на населението от 1873 година, Оровник (Orovnik) е посочено като село с 45 домакинства със 118 жители българи.
Според Васил Кънчов в 90-те години Оровник чифлик има 15 къщи. Според статистиката му („Македония. Етнография и статистика“) в 1900 година Ороовник е населявано от 140 жители, всички българи християни.
На Етнографската карта на Битолския вилает на Картографския институт в София от 1901 година Оровник е смесено село българи, албанци и помаци в Охридската каза на Битолския санджак с 50 къщи.
В началото на XX век цялото население на селото е под върховенството на Българската екзархия. По данни на секретаря на екзархията Димитър Мишев („La Macédoine et sa Population Chrétienne“) в 1905 година в Оровник има 160 българи екзархисти.
Църквата „Свети Илия“ е изградена в 1927 година. Изписана е от Доне Доневски. Църквата „Света Петка“ е изградена и осветена на 8 август 1995 година от митрополит Тимотей Дебърско-Кичевски. Живописта в църквата е дело на зографа Круме Петрески от село Козица, Кичевско. Темелният камък на църквата „Света Неделя“ е осветен и поставен на 10 ноември 1996 година, а църквата е осветена на 27 юли 1997 година от владиката Тимотей.
Според преброяването от 2002 година селото има 440 жители.
| Националност | Всичко |
| македонци    | 439    |
| албанци      | 0      |
| турци        | 0      |
| роми         | 0      |
| власи        | 0      |
| сърби        | 1      |
| бошняци      | 0      |
| други        | 0      |

До 2004 година селото е част от община Мешеища.